# Cyrtandra heineana
Cyrtandra heineana är en tvåhjärtbladig växtart som beskrevs av Rudolf Schlechter. Cyrtandra heineana ingår i släktet Cyrtandra och familjen Gesneriaceae. Inga underarter finns listade i Catalogue of Life.